# Bactris charnleyae
Bactris charnleyae là loài thực vật có hoa thuộc họ Arecaceae. Loài này được de Nevers, A.J.Hend. & Grayum mô tả khoa học đầu tiên năm 1996.